# Birdemic: Shock and Terror
Birdemic: Shock and Terror (kurz Birdemic) ist ein US-amerikanischer Tierhorrorfilm aus dem Jahr 2010. Regisseur, Drehbuchautor und Produzent ist James Nguyen. In einer Pressemitteilung wird der Film als „romantischer Thriller“ bezeichnet.

## Handlung
Eine kleine Stadt in der San Francisco Bay Area wird während einiger Tage von plötzlichen, unerklärlichen Angriffen von Vögeln heimgesucht. Die Einwohner müssen diese Attacken abwehren.

## Hintergrund
Als Inspiration für den Film diente Die Vögel von Alfred Hitchcock. Bei einem angepriesenen Cameoauftritt von Hitchcocks Hauptdarstellerin Tippi Hedren handelt es sich in Wirklichkeit um einen Ausschnitt eines Auftritts von Hedren in einem früheren Film von Nguyen, Julie and Jack, der in Birdemic auf einem Fernseher zu sehen ist. Der Film wurde mit einem Budget von nur 10.000 US-Dollar gedreht.
Im Januar 2009 reiste James Nguyen zum Sundance Film Festival in Park City, Utah, um seinen Film auf eigene Faust zu bewerben, wozu er einen Lieferwagen nutzte, der mit ausgestopften Vögeln dekoriert war und die fehlerhaften Anschriften BIDEMIC.COM und WHY DID THE EAGLES AND VULTURES ATTACKED? trug. Er verteilte Flugblätter an Passanten und mietete ein örtliches Kino, um den Film vorzuführen. Der Trailer zum Film wurde am 30. Juli 2009 in der Sendung Attack of the Show! des amerikanischen Fernsehsenders G4 gezeigt.
Am 27. Februar 2010 fand die erste Aufführung des Films in Los Angeles statt. Der Film wurde, unterstützt von der Horror-Website Bloody Disgusting, im Silent Movie Theatre gezeigt. Der Anlass wurde von den Komikern Tim Heidecker und Eric Wareheim moderiert. Es folgten eine Aufführung unter Anwesenheit von Schauspielern und des Filmstabs im Alamo Drafthouse Cinema in der texanischen Hauptstadt Austin am 2. März und andere Einzelaufführungen. Der Film wurde von der Produktions- und Vertriebsgesellschaft Severin Films erworben, die weitere Aufführungen plante.
Nguyens Produktionsfirma Moviehead Pictures bot den Film ab 3. April 2009 On-Demand produziert auf DVD an. Nach dem Erwerb der Rechte durch Severin Films ist im Februar 2011 eine Special Edition auf DVD und Blu-ray Disc erschienen.

## Kritik
Der Film hat durch seine ungewöhnlich schlechte Qualität Aufsehen erregt. Kritisiert wurden unter anderem hölzern wirkende Darsteller, schlechte Dialoge, unprofessionelle Kameraführung, unsinnige Handlung und besonders die Spezialeffekte, die gänzlich aus schlecht umgesetzten CGI-Adlern und -Geiern bestehen, welche ungelenke Manöver ausführen (nicht animierte Sprites im Hintergrund rotieren 360° im Flug), Säure spucken und beim Auftreffen auf den Boden explodieren. Birdemic wird verschiedentlich als „schlechtester Film aller Zeiten“ bezeichnet, der Ed Woods Plan 9 aus dem Weltall ablösen könnte. In der IMDb war er 2014 als zweitschlechtester Film aller Zeiten gelistet. Mit Stand vom Januar 2018 wurde er in dieser Liste auf den zehnten Platz verdrängt.

## Fortsetzungen
Am 10. April 2013 hatte die Fortsetzung, Birdemic 2: The Resurrection, in New York ihre Premiere. Auch sie konnte die IMDb-Benutzer nicht überzeugen und stand dort im Januar 2015 auf Platz 13 der schlechtesten Filme aller Zeiten. Die Regie übernahm erneut James Nguyen und auch die Hauptdarsteller des ersten Teils sind ein weiteres Mal in ihren Rollen zu sehen. Birdemic 3: Sea Eagle folgte 2022.